# Arhidieceza de Eger

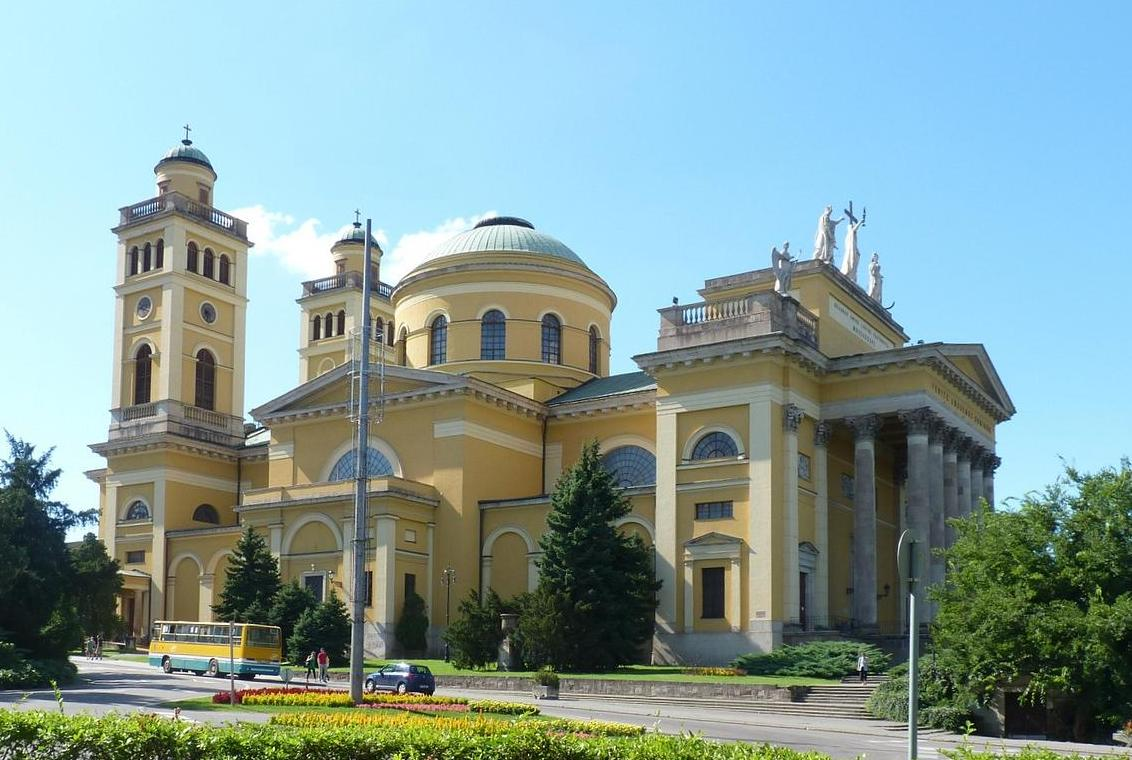
Catedrala arhiepiscopală din Eger

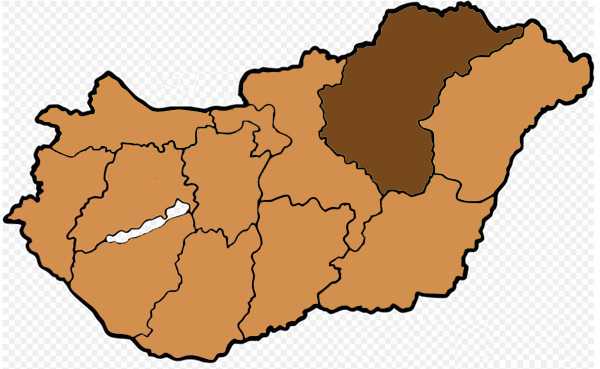
Localizarea jurisdicţiei arhidiecezei pe harta Ungariei

Arhidieceza romano-catolică de Eger (în latină Archidioecesis Agriensis) este una dintre cele patru arhiepiscopii mitropolitane ale Bisericii Romano-Catolice din Ungaria, cu sediul în orașul Eger.  În prezent ea deține două sufragane: Dieceza de Vác și Dieceza de Debrețin-Nyíregyháza.

## Istoric
Episcopia de Eger a fost fondată în anul 1004 de către Ștefan cel Sfânt, primul rege al Ungariei. Inițial episcopia a fost sufragană a Arhiepiscopiei de Esztergom. 
În anul 1566, după ce otomanii au cucerit orașul Eger, sediul episcopiei a fost mutat în orașul Cașovia, unde a rămas până în anul 1687. În anul 1804 episcopia a fost ridicată la rangul de arhiepiscopie. După acest eveniment, arhiepiscopiei i s-au adăugat numeroase sufragane, printre care și Episcopia de Satu Mare.
Unul din primii arhiepiscopi de Eger a fost călugărul cistercian Johann Ladislaus Pyrker, care s-a remarcat ca scriitor.